# والیه‌رانو
والیه‌رانو (به ایتالیایی: Vaglierano) یک منطقهٔ مسکونی در ایتالیا است که در آسته واقع شده‌است. والیه‌رانو ۱۹۲ متر بالاتر از سطح دریا واقع شده‌است.

## موقعیت
این روستایی در یک تپه بین دره بوربور و تانارو است.

## تاریخچه
از سال ۱۹۲۹ والیه‌رانو یک مجتمع جداگانه بود؛ در آن سال، توسط منشور سلطنتی ۷۳۶ از ۲۸ مارس ۱۹۲۹ به شهرداری آستی ملحق شد.